# Hoằng Nông (quận)
Hoằng Nông quận (tiếng Trung: 弘農郡), còn được gọi là Hằng Nông quận (tiếng Trung: 恒農郡), là quận của Trung Quốc từ triều đại nhà Hán đến triều đại nhà Đường, nằm ở phía tây tỉnh Hà Nam và đông nam tỉnh Thiểm Tây ngày nay.
Quận Hoằng Nông được thành lập vào năm Nguyên Đỉnh thứ 4 (113 TCN). Nơi đặt trị sở là huyện Hoằng Nông, gần Hàm Cốc quan chiến lược. Quận này bao gồm 11 huyện là: Hoằng Nông (弘農), Lô Thị (盧氏), Thiểm (陝), Nghi Dương (宜陽), Mẫn Trì (黽池), Đan Thủy (丹水), Tân An (新安), Thương (商), Tích (析), Lục Hồn (陸渾), Thương Lạc (上雒). Dân số là 475.954 vào năm 2, trong 118.091 hộ gia đình. Trong năm 39, các huyện Hồ và Hóa Âm được thêm vào, trong khi Thương và Thương Lạc trở thành một phần của doãn Kinh Triệu. Quận này có 46.815 hộ gia đình và dân số 199.113 người vào năm 140.
Hoằng Nông trở nên nhỏ hơn nhiều từ triều đại nhà Tấn cho đến khi bị giải thể vào đầu triều đại nhà Tùy khi các quận mới được thành lập. Năm 607, Quắc Châu (虢州, nay là Linh Bảo, Hà Nam) được đổi tên thành Hoằng Nông quận. Vào năm 617, Thiểm Châu (陕州) được thành lập ở phần phía bắc của Hoằng Nông. Trong triều đại nhà Đường, Hoằng Nông quận trở thành một tên thay thế của Quắc Châu. Quận này chia thành 6 huyện, với dân số 88.845 người trong 28.249 hộ gia đình.